# Список літературних творів за кількістю перекладів
Це список найбільш перекладених літературних творів (включаючи романи, п'єси, серіали, збірки віршів та оповідань, есе та інші форми літературного нон-фікшну), відсортованих за кількістю мов, якими вони були перекладені. До уваги беруться лише переклади, опубліковані відомими незалежними видавництвами, а не люди, які самостійно публікують переклади (реально чи автоматично) за допомогою сервісів «публікувати на вимогу» або на веб-сайтах, щоб уникнути штучного завищення кількості перекладених творів.
| №   | Назва                                             | Автор                          | Дата публікації                           | Кількість мов з вихідним кодом                                                                                         | Мова оригіналу                                      |
| --- | ------------------------------------------------- | ------------------------------ | ----------------------------------------- | --- | --------------------------------------------------- |
| 1   | Біблія                                            | Див. авторство Біблії          | Див. датування Біблії                     | 3 384 (принаймні одна книга) 2 191 (принаймні Новий Завіт) 698 (Старий і Новий Завіти, включаючи протоканонічні книги) | біблійний іврит, біблійна арамейська, грецьке койне |
| 2   | Маленький принц                                   | Антуан де Сент-Екзюпері        | 1943                                      | 610 | французька                                          |
| 3   | Пригоди Піноккіо                                  | Карло Коллоді                  | 1883                                      | 240–260 | італійська                                          |
| 4   | Дао де цзін                                       | Лао-цзи                        | 400 до н. е.                              | >250 | класична китайська                                  |
| 5   | Подорож Пілігріма                                 | Джон Баньян                    | 1678                                      | >200 | англійська                                          |
| 6   | Маніфест комуністичної партії                     | Карл Маркс і Фрідріх Енгельс   | 1848                                      | >200 | німецька                                            |
| 7   | Аліса у Дивокраї                                  | Льюїс Керрол                   | 1865                                      | 174 | English                                             |
| 8   | Казки братів Грімм                                | Якоб і Вільгельм Грімм         | 1812–1858                                 | 170 | німецька                                            |
| 9   | Дорога до Христа                                  | Еллен Вайт                     | 1892                                      | >160 | англійська                                          |
| 10  | Дон Кіхот                                         | Мігель де Сервантес            | 1615                                      | >140 (повністю та порційно)                                                                                            | ранньомодерна іспанська                             |
| 11  | Казки Андерсена                                   | Ганс Крістіан Андерсен         | 1835–1852                                 | 129 | данська                                             |
| 12  | Книга Мормона                                     | Див. Походження Книги Мормона  | 1830                                      | 115 | англійська                                          |
| 13  | Астерікс                                          | Рене Ґосінні та Альберт Удерзо | 1959–сьогодення                           | 115 (не всі томи доступні всіма мовами)                                                                                | французька                                          |
| 14  | Коран                                             | див. Історія Корану            | 650                                       | >114 | класична арабська                                   |
| 15  | Шлях до щастя                                     | Лафаєт Рональд Габбард         | 1980                                      | 114 | англійська                                          |
| 16  | Пророк                                            | Халіль Джебран                 | 1923                                      | 108 | англійська                                          |
| 17  | Вертикальна революція: або чому люди ходять прямо | Нгугі Ва Тхіонго               | 2016                                      | 100 | гікуйю                                              |
| 18  | Пригоди Тентена                                   | Ерже                           | 1929–1976                                 | 96 (не всі томи доступні всіма мовами)                                                                                 | французька                                          |
| 19  | Про наслідування Христа                           | Тома Кемпійський               | 1418                                      | 95 | латинська                                           |
| 20  | Гаррі Поттер                                      | Джоан Роулінг                  | 1997–2007                                 | 85 | англійська                                          |
| 21  | Вінні-Пух                                         | Алан Александер Мілн           | 1926                                      | 74 | англійська                                          |
| 22  | Щоденник Анни Франк                               | Анна Франк                     | 1947                                      | 73 | голландська                                         |
| 23  | Експедиція Кон-Тікі                               | Тура Хеєрдал                   | 1948                                      | >70 | норвезька                                           |
| 24  | Пеппі Довгапанчоха                                | Астрід Ліндгрен                | 1945                                      | 70 | шведська                                            |
| 25  | Алхімік                                           | Пауло Коельйо                  | 1988                                      | 70 | португальська                                       |
| 26  | Світ Софії                                        | Юстейн Ґордер                  | 1991                                      | 65 | норвезька                                           |
| 27  | Пригоди Гекльберрі Фінна                          | Марк Твен                      | 1885                                      | 65 | англійська                                          |
| 28  | 1984                                              | Джордж Орвелл                  | 1949                                      | 65 | англійська                                          |
| 29  | Аліса в Задзеркаллі                               | Льюїс Керрол                   | 1871                                      | 65 | англійська                                          |
| 30  | Іша-Упанішада                                     | різноманітні                   | 500 до н. е.                              | 64 | санскрит                                            |
| 31  | Тіруккурал                                        | Тіруваллувар                   | 300 р. до н. е. —450 р. н. е. (приблизно) | 63 мовами, загалом 350 перекладів                                                                                      | старотамільська                                     |
| 32  | Калевала                                          | Еліас Леннрут (упорядник)      | 1835/1849                                 | 61 | фінська                                             |
| 33  | Quo vadis                                         | Генрик Сенкевич                | 1895                                      | 61 | польська                                            |
| 34  | Бгаґавад-Ґіта                                     | В'ясадева                      | 400 до н. е.                              | 59 | санскрит                                            |
| 35  | Гобіт, або Туди і звідти                          | Джон Рональд Руел Толкін       | 1937                                      | 59 | англійська                                          |
| 36  | Пригоди бравого вояка Швейка                      | Ярослав Гашек                  | 1923                                      | 58 | чеська                                              |
| 37  | Володар перснів                                   | Джон Рональд Руел Толкін       | 1954–1955                                 | 57 мовами, загалом 87 перекладів                                                                                       | англійська                                          |
| 38  | І прийшло знищення                                | Чинуа Ачебе                    | 1958                                      | 57 | англійська                                          |
| 39  | Ляльковий дім                                     | Генрік Ібсен                   | 1879                                      | 56 | норвезька                                           |
| 40  | Божественна комедія                               | Данте Аліг'єрі                 | 1308—1321 (приблизно)                     | 52 | італійська                                          |
| 41  | Сім коротких уроків з фізики                      | Карло Ровеллі                  | 2014                                      | 52 | італійська                                          |
| 42  | Не відпускай мене                                 | Кадзуо Ішіґуро                 | 2005                                      | 52 | англійська                                          |
| 43  | Хлопчик у смугастій піжамі                        | Джон Бойн                      | 2006                                      | 52 | англійська                                          |
| 44  | Дім на Пуховому узліссі                           | Алан Александер Мілн           | 1928                                      | 52 мовами, загалом 97 перекладів                                                                                       | англійська                                          |
| 45  | Автобіографія йога                                | Парамаганса Йогананда          | 1946                                      | 50 | англійська                                          |
| 46  | Гайді                                             | Йоганна Шпірі                  | 1880                                      | 50 | німецька                                            |
| 47  | Верхи на крадених конях                           | Пер Петтерсон                  | 2003                                      | 50 | норвезька                                           |
| 48  | Сто років самотності                              | Габрієль Гарсія Маркес         | 1967                                      | 47 | іспанська                                           |
| 49  | Хроніки Нарнії                                    | Клайв Стейплз Льюїс            | 1950–1957                                 | 47 | англійська                                          |
| 50  | Міст на Дрині                                     | Іво Андрич                     | 1945                                      | 47 | сербо-хорватська                                    |
| 51  | Маленька Відьма                                   | Отфрід Пройслер                | 1957                                      | 47 | німецька                                            |
| 52  | Історія Сан-Мікеле                                | Аксель Мунте                   | 1929                                      | >45 | англійська                                          |
| 53  | Генерал мертвої армії                             | Ісмаїл Кадаре                  | 1963                                      | 45 | албанська                                           |
| 54  | Сторонній                                         | Альбер Камю                    | 1942                                      | 45 | французька                                          |
| 55  | Дуже голодна гусениця                             | Ерік Карл                      | 1969                                      | 45 | англійська                                          |
| 56  | Код да Вінчі                                      | Ден Браун                      | 2003                                      | 44 | англійська                                          |
| 57  | Мумі-тролі                                        | Туве Янссон                    | 1945                                      | 43 | шведська                                            |
| 58  | Розбійник Готценплотц                             | Отфрід Пройслер                | 1962                                      | 43 | німецька                                            |
| 59  | Капітал                                           | Карл Маркс і Фрідріх Енгельс   | 1867                                      | >42 (число 42 вказує на кількість інших мов у 1967 році)                                                               | німецька                                            |
| 60  | Невидимі міста                                    | Італо Кальвіно                 | 1972                                      | 42 | італійська                                          |
| 61  | Англійські троянди                                | Мадонна                        | 2003                                      | 42 | англійська                                          |
| 62  | Спокута                                           | Єн Мак'юен                     | 2001                                      | 42 | англійська                                          |
| 63  | Великий Гетсбі                                    | Френсіс Скотт Фіцджеральд      | 1925                                      | 42 | англійська                                          |
| 64  | Ловець повітряних зміїв                           | Халед Госсейні                 | 2003                                      | 42 | англійська                                          |
| 65  | Соляріс                                           | Станіслав Лем                  | 1961                                      | 42 | польська                                            |
| 66  | Лихо та й годі                                    | Лемоні Снікет                  | 1999–2006                                 | 41 | англійська                                          |
| 67  | Синуге, єгиптянин                                 | Міка Валтарі                   | 1945                                      | 41 | фінська                                             |
| 68  | Леопард                                           | Ю Несбе                        | 2009                                      | 40 | норвезька                                           |
| 69  | Перш ніж я засну                                  | Стів Вотсон                    | 2011                                      | 40 | англійська                                          |
| 70  | Міффі                                             | Дік Бруна                      | 1955                                      | 40 | голландська                                         |
| 71  | Ведмедик Паддінгтон                               | Майкл Бонд                     | 1958                                      | 40 | англійська                                          |
| 72  | Трагедія людини                                   | Імре Мадач                     | 1861                                      | 40 | угорська                                            |
| 73  | Амстердам                                         | Єн Мак'юен                     | 1998                                      | 39 | англійська                                          |
| 74  | Сім'я Паскуаля Дуарте                             | Каміло Хосе Села               | 1942                                      | 39 | іспанська                                           |
| 75  | Пісня льоду й полум'я                             | Джордж Мартін                  | 1996–сьогодення                           | 39 | англійська                                          |
| 76  | Хозарський словник                                | Мілорад Павич                  | 1984                                      | 39 | Serbian                                             |
| 77  | Площа Діамант                                     | Мерсе Родореда                 | 1962                                      | 38 | каталонська                                         |
| 78  | Тиша в епоху галасу                               | Ерлінґ Каґґе                   | 2016                                      | 38 | норвезька                                           |
| 79  | Кабульський книгар                                | Осне Саєрстад                  | 2002                                      | 38 | норвезька                                           |
| 80  | Яблука містера Пібоді                             | Мадонна                        | 2003                                      | 38 | англійська                                          |
| 81  | Дискосвіт                                         | Террі Пратчетт                 | 1983–2015                                 | 37 чи 38 | англійська                                          |
| 82  | Холодна шкіра                                     | Альберт Санчес Піньйоль        | 2002                                      | 37 | каталонська                                         |
| 83  | Книга дзеркал                                     | Юджин Кіровіц                  | 2017                                      | 37 | англійська                                          |
| 84  | Крабат                                            | Отфрід Пройслер                | 1962                                      | 37 | німецька                                            |
| 85  | Парфуми                                           | Патрік Зюскінд                 | 1985                                      | 37 | німецька                                            |
| 86  | Енн із Зелених Дахів                              | Люсі Мод Монтгомері            | 1908                                      | 36 | англійська                                          |
| 87  | Норвезький ліс                                    | Харукі Муракамі                | 1987                                      | 36 | японська                                            |
| 88  | Білі зуби                                         | Зеді Сміт                      | 1999                                      | 36 | англійська                                          |
| 89  | Мертвий до темряви                                | Шарлейн Гарріс                 | 2001                                      | 35 | англійська                                          |
| 90  | Казка про Кролика Пітера                          | Беатрікс Поттер                | 1902                                      | 35 | англійська                                          |
| 91  | Тотто-Чан: Дівчинка біля вікна                    | Тецуко Куроянагі               | 1981                                      | 35 | японська                                            |
| 92  | Пан Тадеуш                                        | Адам Міцкевич                  | 1834                                      | 34 | польська                                            |
| 93  | Хлопці з вулиці Пала                              | Ференц Мольнар                 | 1907                                      | 33 | угорська                                            |
| 94  | Гра Ендера                                        | Орсон Скотт Кард               | 1985                                      | 33 | англійська                                          |
| 95  | Звіяні вітром                                     | Марґарет Мітчелл               | 1936                                      | 32 | англійська                                          |
| 96  | Бембі                                             | Фелікс Зальтен                 | 1923                                      | 32 | німецька                                            |
| 97  | Пригоди капітана Підштанька                       | Дейв Пілкі                     | 1997–2015                                 | 31 | англійська                                          |
| 98  | Арт                                               | Ясміна Реза                    | 1994                                      | 30 | французька                                          |
| 99  | Будденброки                                       | Томас Манн                     | 1901                                      | 30 | німецька                                            |
| 100 | Гонитва за Вермером                               | Блю Баллітт                    | 2003                                      | 30 | англійська                                          |
| 101 | Айседора Мун                                      | Гаррієт Манкастер              | 2016                                      | 30 | англійська                                          |
| 102 | Хроніки Спайдервіка                               | Тоні ДіТерліцці та Голлі Блек  | 2003                                      | 30 | англійська                                          |
| 103 | Жіноче детективне агентство №1                    | Александр МакКолл Сміт         | 1998                                      | 30 | англійська                                          |
| 104 | Стовпи Землі                                      | Кен Фоллетт                    | 1989                                      | 30 | англійська                                          |
| 105 | Повість про Ґендзі                                | Мурасакі Сікібу                | 1001                                      | 30 | рання середньояпонська                              |
| 106 | Під ігом                                          | Іван Вазов                     | 1893                                      | 30 | болгарська                                          |